# Aron Gerson Sungolowsky
Aron Gerson Sungolowsky (15 janvier 1901, Butrimonys, Lituanie - 1975, Jersey City, New Jersey), est un rabbin français, né en Lituanie, qui durant la Seconde Guerre mondiale et après la Libération sera très actif dans la communauté juive de Nice.

## Biographie
Aron Gerson Sungolowsky est né à Butrimonys (in Yiddish, Butrimantz), près de Vilnius, dans le sud de la Lituanie, le 15 janvier 1901. Butrimonys est le village natal de Meir Simcha de Dvinsk, l'auteur de Meschech Chochma.
Il étudie à la Yechiva de Slonim, en Lituanie. Il devient rabbin.
Il épouse Esther Berger. Ils ont trois enfants, une fille, Fina, et deux fils, Joseph et Léon.
En 1929, à l’âge de 28 ans, il devient rabbin de Charleroi, en Belgique et aumônier de la prison de Charleroi. Il demeure à Charleroi jusqu’en 1940.
Avec l’invasion de la Belgique, en 1940, il s’installe à Nice avec sa famille, après un bref passage à Vichy. Il y rencontre Menachem Mendel Schneerson, le futur Rebbe de Loubavitch.
À Nice, il est en contact régulier avec les rabbins Élie Munk, Tzvi Hirsch Horowitz, Josué Pruner.
Il occupe des fonctions religieuses  dans le cadre de la Synagogue Ashkénaze Ezras Achim située à l’époque au 24, Boulevard Dubouchage. Cette Synagogue existe toujours, mais à une autre adresse: 1, rue Blacas.
Il fut l’un des signataires d’un certificat de gratitude rédigé en italien et en hébreu décerné au consul d’Italie, Alberto Calisse, pour sa protection des réfugiés juifs a Nice, durant l’occupation italienne de 1942-1943 (Zone d'occupation italienne en France).
Même durant l’occupation allemande de Nice, qui débute en septembre 1943, en tant que mohel, il continue de pratiquer la circoncision, au péril de sa vie. À cette époque, il doit se cacher, pour échapper aux rafles.
À la Libération, il devient rabbin de la communaute ashkenaze. Son fils aîné, Joseph Sungolowsky, célèbre en décembre 1944 sa Bar-Mitzvah, la première depuis la fin de la guerre.
Il reçoit la nationalité française.
En 1952, il s'installe avec sa famille aux États-Unis.
De 1954 à 1975, il est le rabbin de la communauté Ahavas Achim à Jersey City, au New Jersey.
Il est décédé en 1975 et inhumé au Cimetière Baron de Hirsch à Staten Island, New York..

## Biographies
- Roger Berg, Histoire du rabbinat français : (XVIe – XXe siècle), Paris, Cerf, 1992, 274 p. (ISBN 978-2-204-04252-9 et 978-2-204-04252-9, BNF 35502099)
- Renée Poznanski, Être juif en France pendant la Seconde Guerre mondiale, Paris, Hachette, 1994, 859 p. (ISBN 978-2-01-013109-7, BNF 36681993)